# Малобельский сельсовет
Малобельский сельсовет — сельское поселение в Енисейском районе Красноярского края.
Административный центр — деревня Малобелая.
Выделен в 1995 году из Подгорновского сельсовета.

## Население
| 2010 | 2012 | 2013 | 2014 | 2015 | 2016 | 2017 |
| ---- | ---- | ---- | ---- | ---- | ---- | ---- |
| 178  | ↘166 | ↘162 | ↘150 | ↘144 | ↘137 | ↘134 |

## Состав сельского поселения
В состав сельского поселения входят 2 населённых пункта:
| № | Населённый пункт | Тип населённого пункта          | Население |
| - | ---------------- | ------------------------------- | --------- |
| 1 | Малобелая        | деревня, административный центр | 174       |
| 2 | Мариловцева      | деревня                         | ↘3        |

## Местное самоуправление
Малобельский сельский Совет депутатов
Дата избрания: 21.06.2009. Срок полномочий: 4 года
Глава муниципального образования
- Ревенко Ольга Борисовна. Дата избрания: 21.06.2009. Срок полномочий: 4 года